# テトン (揚陸指揮艦)
テトン (USS Teton, AGC-14)は、アメリカ海軍の揚陸指揮艦。マウント・マッキンリー級揚陸指揮艦の8番艦であり、第二次世界大戦で活躍した。

## 艦歴

### 1944
テトンは合衆国海事委員会の契約下でC2-S-AJ1型貨物船ウォーター・ウィッチ（SS Water Witch）として、1943年11月9日にノースカロライナ州ウィルミントンのノースカロライナ造船社で起工される。1944年2月1日にテトンと改名され、C・E・シンプ夫人(Mrs. C. E. Shimp)により2月5日に進水。10月18日に海軍に取得され、同日テトン (USS Teton, AGC-14)としてニューヨーク市ブルックリン区にてドナルド・レックス・トールマン大佐(Donald Rex Tallman)指揮下で就役する。
チェサピーク湾での慣熟訓練の後、護衛駆逐艦バーに護衛されて南へと向かう。パナマ運河、カリフォルニアのメア・アイランド海軍造船所を経由して1945年1月19日に真珠湾に到着した。4日後、太平洋艦隊第12水陸両用群司令官のジョン・L・ホール(John L Hall)少将が将旗を掲げた。

### 1945-1946

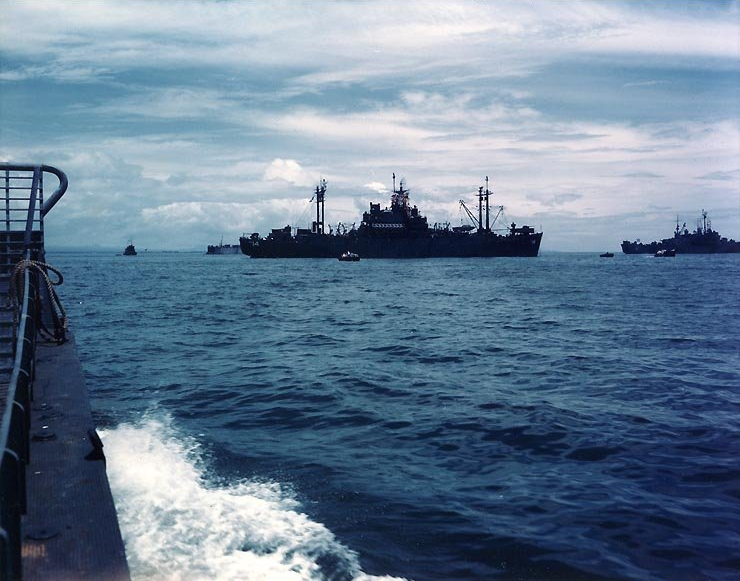
スービック湾にて 1945年7月撮影
右側に写るのは車両揚陸艦キャッツキル(USS Catskill (LSV-1))

テトンは1月28日にフィリピンへ向かう船団に配属される。エニウェトク環礁、ウルシー泊地、パラオを経由して2月21日にレイテ島に到着。テトンは第44任務部隊旗艦として、来る沖縄侵攻の予行演習に参加した。第14輸送隊（Transport Squadron 14）司令官クリフォード・グリア・リチャードソン代将（Clifford Greer Richardson）、第24軍団司令官ジョン・R・ホッジ陸軍少将らとその参謀を乗艦させ、第51.13.1任務群旗艦として3月27日に出撃した。上陸戦闘の始まった4月1日に沖縄近海に進出。6月11日、船団と共にフィリピンへ後退した。
6月15日から8月17日までスービック湾に留まる。日本降伏の報に接すると、ホール提督や彼の幕僚は攻撃輸送艦ハンスフォードに移動した。日本を占領する陸軍部隊を新たに乗せたテトンは、8月29日に東京湾に到着した。
9月25日に東京湾を出てグアムへと針路を採る。グアムで米国本土に向かう約750人の人員を乗せ、10月16日にサンフランシスコに入港して乗客を降ろした。3日後、西へと向かうため出航した。

### 退役
テトンは1946年初期までマジック・カーペット作戦に参加し、太平洋各地に展開していた多数の米兵を本国に帰還させた。1946年3月からカリフォルニア州サンディエゴにて不活性化処理を受け、同年8月30日に退役。1961年6月1日に海軍のリストから削除され、1962年3月にスクラップとするためにUnion Minerals and Alloys Corporationに売却された。
テトンは第二次世界大戦の戦功により1つの従軍星章を受章した。

## 受章
- アメリカ従軍章（英語版）
- アジア・太平洋従軍章（英語版）（沖縄群島作戦：1945年4月1日 - 6月11日）
- 第二次世界大戦戦勝章（英語版）
- 海軍占領功労章（英語版）
- フィリピン解放章（英語版）